# 국가별 입대 연령 목록
이들은 온라인 CIA 출판물 The World Factbook에 따른 국가별 군대의 입대 연령이다.

## ㄱ
- 가나: 18세 (자발적으로)
- 가봉: 20세 (자발적으로)
- 가이아나: 18세 (자발적으로)
- 감비아: 18세 (자발적으로)
- 과테말라: 17세 (강제적으로)
- 그리스: 18세 (자발적으로), 19세 (강제적으로; 징병 연령은 전시 기간동안 17세로 낮아질 수 있다)
- 기니: 18세 (자발적으로)
- 기니비사우: 16세 (자발적으로, 부모의 동의하에), 18세 (강제적으로)

## ㄴ
- 나미비아: 18세 (자발적으로)
- 나이지리아: 18세 (자발적으로)
- 남수단: 18세 (강제적으로)
- 남아프리카 공화국: 18세 (자발적으로)
- 네덜란드: 17세 (자발적으로)
- 네팔: 18세 (자발적으로)
- 노르웨이: 17세 (자발적으로 - 남성), 18세 (자발적으로 - 여성), 19세 (강제적으로; 징병 연령은 전시 기간동안 16세로 낮아질 수 있다)
- 뉴질랜드: 17세 (자발적으로; 군인들은 18세 이전에 전투에 배치되지 않는다)
- 니제르: 18세 (강제적으로)
- 니카라과: 18세 (자발적으로)

## ㄷ
- 대한민국: 18세 (강제적으로)
- 덴마크: 18세 (강제적으로)
- 도미니카 공화국: 17세 (자발적으로)
- 독일: 17세 (자발적으로)
- 동티모르: 18세 (자발적으로)

## ㄹ
- 라오스: 18세 (강제적으로)
- 라이베리아: 18세 (자발적으로)
- 라트비아: 18세 (자발적으로)
- 러시아: 16세 (군사관 후보생), 18세 (강제적으로)
- 레바논: 17세 (자발적으로)
- 레소토: 18세 (자발적으로)
- 루마니아: 18세 (자발적으로)
- 룩셈부르크: 18세 (자발적으로)
- 르완다: 18세 (자발적으로)
- 리비아: 18세 (자발적으로)
- 리투아니아: 18세 (강제적으로)

## ㅁ
- 마다가스카르: 18세 (강제적으로)
- 말라위: 18세 (자발적으로)
- 말레이시아: 17세 (자발적으로)
- 말리: 18세 (강제적으로)
- 멕시코: 16세 (자발적으로, 부모의 동의하에), 18세 (강제적으로)
- 모로코: 20세 (자발적으로)
- 모리타니: 18세 (자발적으로)
- 모잠비크: 18세 (강제적으로)
- 몬테네그로: 18세 (자발적으로)
- 몰도바: 18세 (강제적으로)
- 몰디브: 18세 (자발적으로)
- 몰타: 18세 (자발적으로)
- 몽골: 18세 (강제적으로)
- 미국: 18세 (자발적 등록), 18세 (자발적인 서비스; 부모의 동의하에 17세), 17세 (미국 법령 § 246의 강제 군복무)[1]
- 미얀마: 18세 (자발적으로)

## ㅂ
- 바레인: 15세 (군사관 생도, 부사관 및 기술자), 18세 (다른 입대)
- 바베이도스: 18세 (자발적으로)
- 바하마: 18세 (자발적으로)
- 방글라데시: 16세 (자발적으로)
- 베냉: 18세 (강제적으로)
- 베네수엘라: 18세 (강제적으로)
- 베트남: 17세 (군사관 후보생), 18세 (강제적으로)
- 벨기에: 18세 (자발적으로)
- 벨라루스: 17세 (군사관 후보생), 18세 (강제적으로)
- 벨리즈: 18세 (자발적으로)
- 보스니아 헤르체고비나: 18세 (자발적으로)
- 보츠와나: 18세 (자발적으로)
- 볼리비아: 16세 (자발적으로; 사전 군사 훈련은 15세부터 시작하여 미래의 서비스 면제를 제공할 수 있다; 자원 봉사자가 부족한 경우 14세의 징집 가능)
- 부룬디: 18세 (자발적으로)
- 부르키나파소: 18세 (자발적으로)
- 부탄: 18세 (자발적으로), 20세 (의무 민방 훈련)
- 북마케도니아: 18세 (자발적으로)
- 불가리아: 18세 (자발적으로)
- 브라질: 17세 (자발적으로), 18세 (강제적으로)
- 브루나이: 17세 (자발적으로)

## ㅅ
- 사우디아라비아: 17세 (자발적으로)
- 산마리노: 18세 (자발적으로)
- 상투메 프린시페: 17세 (자발적으로), 18세 (강제적으로)
- 세네갈: 18세 (자발적으로), 20세 (강제적으로)
- 세르비아: 18세 (자발적으로)
- 세이셸: 18세 (자발적으로)
- 소말리아: 18세 (강제적으로)
- 수단: 18세 (강제적으로)
- 수리남: 18세 (자발적으로)
- 스리랑카: 18세 (자발적으로)
- 스웨덴: 18세 (자발적으로)
- 스위스: 18세 (자발적으로), 19세 (강제적으로)
- 스페인: 18세 (자발적으로)
- 슬로바키아: 18세 (자발적으로)
- 슬로베니아: 18세 (자발적으로)
- 시리아: 18세 (강제적으로)
- 시에라리온: 18세 (자발적으로)
- 싱가포르: 16세 (자발적으로), 18세 (강제적으로)

## ㅇ
- 아랍에미리트: 17세 (자발적으로, 동의하에), 18세 (강제적으로)
- 아르메니아: 17세 (군사관 후보생), 18세 (강제적으로)
- 아르헨티나: 18세 (자발적으로)
- 아일랜드: 18세 (자발적으로; 부모의 동의하에 17세)
- 아제르바이잔: 17세 (자발적으로), 18세 (강제적으로)
- 아프가니스탄: 18세 (자발적으로)
- 알바니아: 19세 (자발적으로; 전시 기간동안 18세로 낮아졌다)
- 알제리: 17세 (자발적으로), 19세 (강제적으로)
- 앙골라: 18세 (자발적으로 - 남성), 20세 (자발적으로 - 여성), 20세 (강제적으로 - 남성)
- 앤티가 바부다: 18세 (자발적으로)
- 에리트레아: 18세 (강제적으로)
- 에스와티니: 18세 (자발적으로)
- 에스토니아: 18세 (강제적으로)
- 에콰도르: 18세 (강제적으로; 현재 통지가 있을 때까지 징집은 정지된다)
- 에티오피아: 18세 (자발적으로)
- 엘살바도르: 16세 (자발적으로), 18세 (강제적으로)
- 영국: 18세 (자발적으로; 부모의 동의하에 16세; 장교 프로그램에 입학하기 위해 17세; 네팔 시민은 17세에 Gurkhas 여단에 가입할 수 있다)
- 예멘: 18세 (자발적으로)
- 오만: 18세 (자발적으로)
- 오스트레일리아: 18세 (자발적으로; 부모의 동의하에 17세)
- 오스트리아: 17세 (자발적으로), 18세 (강제적으로)
- 온두라스: 18세 (자발적으로)
- 요르단: 17세 (자발적으로)
- 우간다: 18세 (자발적으로)
- 우루과이: 18세 (자발적으로)
- 우즈베키스탄: 18세 (강제적으로)
- 우크라이나: 20세 (강제적으로; 징병제가 폐지될 예정이다)
- 이라크: 18세 (자발적으로)
- 이란: 15세 (Basij의 자발적인 서비스), 16세 (자발적으로), 18세 (강제적으로)
- 이스라엘: 17세 (자발적으로), 18세 (유대인과 드루즈인에게 의무)
- 이집트: 15세 (자발적으로), 18세 (강제적으로)
- 이탈리아: 18세 (자발적으로)
- 인도: 17세 (자발적으로; 자원 봉사자는 16세에 해군에 입대할 수 있다)
- 인도네시아: 18세 (자발적으로)
- 일본: 20세 (자발적으로)

## ㅈ
- 자메이카: 17세 (자발적으로)
- 잠비아: 18세 (자발적으로, 부모의 동의하에 16세)
- 적도 기니: 18세 (강제적으로)
- 조선민주주의인민공화국: 17세 (강제적으로)
- 조지아: 18세 (강제적으로)
- 중국: 18세 (강제적으로; 등록만 의무적이다. 사람들은 군대에서 복무할 필요가 없다)
- 중앙아프리카 공화국: 18세 (자발적으로)
- 지부티: 18세 (자발적으로; 군사 훈련은 16세에 시작할 수 있다)
- 짐바브웨: 18세 (자발적으로)

## ㅊ
- 차드: 18세 (자발적으로), 20세 (강제적으로 - 남성), 21세 (강제적으로 - 여성)
- 체코: 18세 (자발적으로)
- 칠레: 18세 (자발적으로)

## ㅋ
- 카메룬: 18세 (자발적으로)
- 카보베르데: 17세 (자발적으로), 18세 (강제적으로)
- 카자흐스탄: 15세 (군사관 후보생), 18세 (강제적으로)
- 카타르: 18세 (강제적으로)
- 캄보디아: 18세 (강제적으로)
- 캐나다: 18세 (자발적으로; 자원 봉사자는 보호 구역에 가입하여 16세에 군대에 입학하거나 17세에 정규 병력에 부모의 동의하에 가입할 수 있다)
- 케냐: 18세 (자발적으로)
- 코모로: 18세 (자발적으로)
- 코트디부아르: 18세 (강제적으로; 징집은 시행되지 않았다)
- 콜롬비아: 18세 (강제적으로)
- 콩고 공화국: 18세 (자발적으로)
- 콩고 민주 공화국: 18세 (강제적으로)
- 쿠바: 17세 (강제적으로)
- 쿠웨이트: 17세 (자발적으로)
- 크로아티아: 18세 (자발적으로)
- 키르기스스탄: 16세 (군사관 후보생), 18세 (강제적으로), 19세 (자발적으로 - 여성)
- 키프로스: 17세 (자발적으로), 18세 (그리스계 키프로스인에게 강제적으로)

## ㅌ
- 대만: 18세 (강제적으로)
- 타지키스탄: 15세 (군사관 후보생), 18세 (강제적으로; 군사 훈련은 16세에 시작할 수 있다)
- 탄자니아: 18세 (자발적으로)
- 태국: 18세 (자발적으로), 21세 (강제적으로)
- 튀르키예: 18세 (자발적으로), 21세 (강제적으로)
- 토고: 18세 (자발적으로)
- 통가: 18세 (자발적으로; 부모의 동의하에 16세)
- 투르크메니스탄: 15세 (군사관 후보생), 18세 (강제적으로)
- 튀니지: 18세 (자발적으로), 20세 (강제적으로)
- 트리니다드 토바고: 18세 (자발적으로; 부모의 동의하에 16세)

## ㅍ
- 파라과이: 18세 (강제적으로)
- 파키스탄: 16세 (자발적으로)
- 파푸아뉴기니: 18세 (자발적으로; 부모의 동의하에 16세)
- 페루: 18세 (자발적으로)
- 포르투갈: 18세 (자발적으로)
- 폴란드: 18세 (자발적으로)
- 프랑스: 18세 (자발적으로)
- 피지: 18세 (자발적으로)
- 핀란드: 18세 (강제적으로)
- 필리핀: 17세 (자발적으로)

## ㅎ
- 헝가리: 18세 (자발적으로)

1. ↑  https://www.law.cornell.edu/uscode/text/10/246